# 新喀里多尼亞經濟

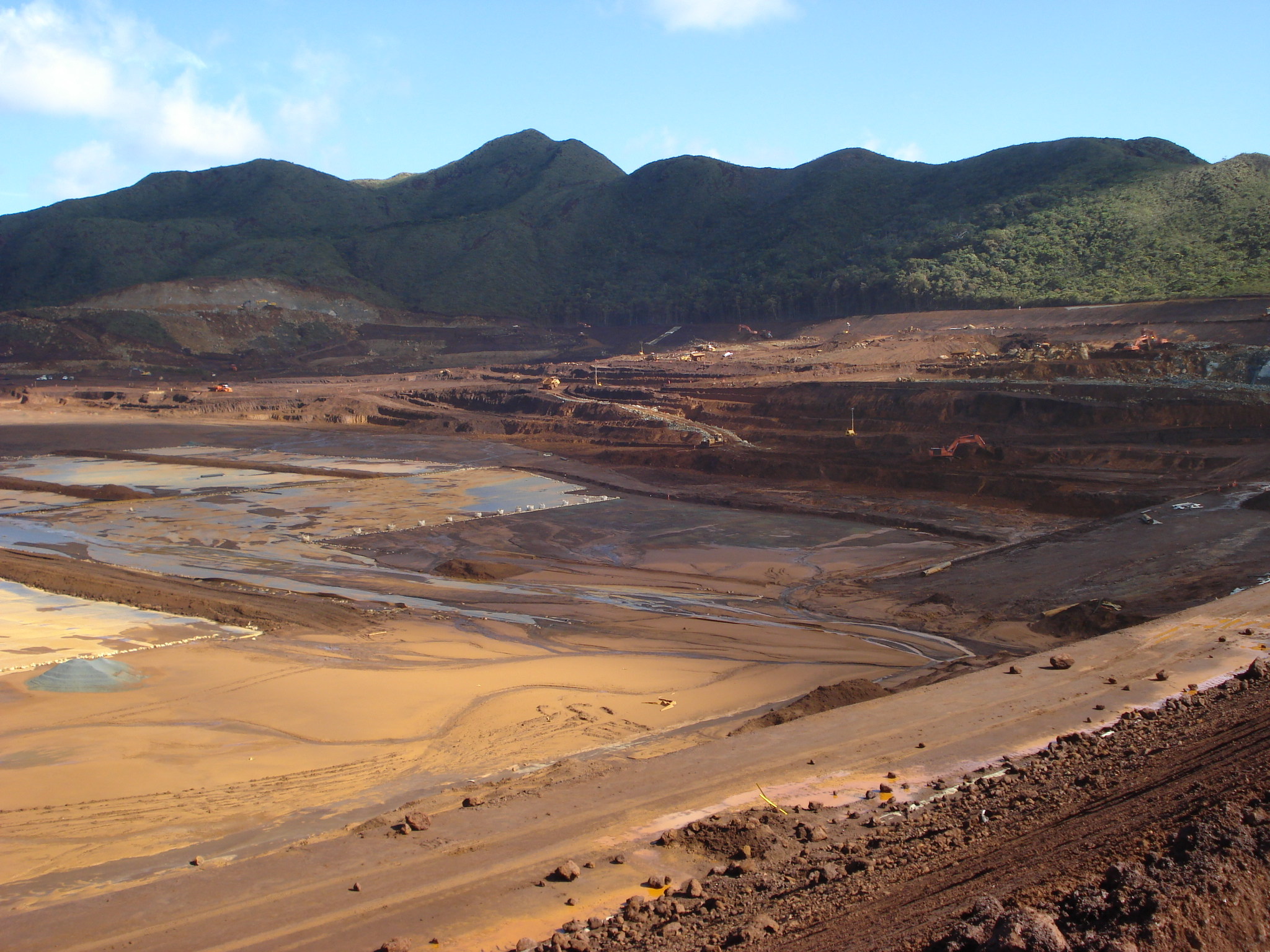
新喀里多尼亞的鎳礦

新喀里多尼亞是世界主要鎳產地之一，世界約一成的鎳生產於新喀里多尼亞，在2009年是世界第五大的鎳生產地。2007年，新喀里多尼亞的GDP約有88億美元，是大洋洲僅次於澳洲、紐西蘭、夏威夷的第四大經濟體。